# Neutralita

Neutrální země
Země považující se za neutrální
Země neutrální v minulosti

Neutralita (z lat. neutralis, přídavné jméno k neuter, „na žádné straně“, „ani jeden z obou“, spojením ne + uter, doslova „ne jeden ze dvou“) je pojem mezinárodního práva vyjadřující, že stát v nějakém válečném konfliktu není členem žádného z válčících bloků nebo že je trvale neutrální pro případ budoucích konfliktů a není proto členem žádné mezinárodní vojenské organizace. Odlišuje se od stavu nebojující země, která však může nepřímo podporovat jednu válčící stranu, nebo od politických konceptů izolacionismu a nezúčastněných zemí.
Neutralitu upravuje pařížská deklarace z roku 1856, V. haagská úmluva z roku 1907 (neutralita v pozemní válce) a XIII. haagská konvence z roku 1907 (neutralita v námořní válce). Dočasně neutrální bylo Rakousko za krymské války či Švédsko za druhé světové války. K neutrálním evropským zemím dnes patří Irsko, Rakousko, Malta a Švýcarsko.
Jediný neutrální asijský stát je Turkmenistán a jediný neutrální americký stát je Panama.
Státy, které se považují za neutrální je Ghana, Mexiko, Mongolsko, Moldavsko, Srbsko, Rwanda, Haiti, Vatikán, Uzbekistán, Singapur a Kostarika.
Švédsko a Finsko bylo neutrální do roku 2022 než podaly státy ve stejném roce přihlášku a připojení k NATO.
Je sporné, zda stát může neutralitu vyhlásit jednostranně jako Belgie nebo Norsko před druhou světovou válkou.[zdroj?] Standardní členství v OSN neutralitu znemožňuje, neboť každý členský stát je povinen se podřídit rezoluci Rady bezpečnosti.

## Práva a zodpovědnosti neutrální mocnosti
Znepřátelené strany nemohou vpadnout na neutrální území a jakékoliv podobné snahy nejsou kompromisem neutrality.
Neutrální moc musí zabránit vojskům znepřátelených stran vstoupit na své území. Rozdíl je u prchajících válečných vězňů.
Armády válečných stran v neutrálním státě nemohou nabírat vojáky, ale obyvatelé mohou jít do zahraničí a tam narukovat.
Armádní vybavení (osoby ani materiál) znepřátelených stran nemohou být převáženy přes neutrální území. Rozdíl je u zraněných osob.
Neutrální mocnost může zásobovat komunikačními zařízeními válečné strany (zprostředkovávat), ale nemůže zásobovat válečným materiálem , ačkoli není třeba se vyhýbat exportu takového materiálu.
Válečná loď (námořnictva) může použít neutrální přístav (přístav neutrálního státu) na max. 24 hodin, ačkoliv domácí strana (přístavu) si může zavést rozdílné omezení. Výjimky jsou při nutných opravách, kde je povoleno minimum času potřebného k tomu, aby se plavidlo vrátilo na moře , nebo pokud je v přístavu i plavidlo opačné znepřátelené strany. Tehdy musí mít 1 loď náskok 24hodin.
Válečná loď jedné strany zajata druhou stranou ve vodách neutrální mocnosti musí být vydána druhou stranou neutrálnímu státu, což se váže i na posádku dané lodě.

## Švýcarsko
Prototypem neutrálního státu je Švýcarsko, jehož permanentní neutralita je mezinárodně uznána.
Od dob studené války je však – ostatně jako i u jiných zemí, viz např. Francie, SSSR, Velká Británie – kritizována jeho spolupráce s nacistickým Německem. U Švýcarska jsou uváděny: uzavírání hranic před uprchlíky, vracení Židů zpravidla od hranic, vydávání majetku Židů pod nacistickým tlakem, zatajení a přivlastnění si bankovních kont Židů, kteří zahynuli při holocaustu.